# Liste de services cachés du réseau Tor
La liste de services cachés du portail Tor, dite aussi 'Tor onion services', décrit des services Darknet. Certains services ici inclus sont hors fonction.

## Commerciale
Marché noir en ligne.
- Agora (hors fonction)
- Atlantis (hors fonction)
- AlphaBay (hors fonction)
- Black Market Reloaded (en) (hors fonction)
- C'thulhu – Un groupe d'assassinat, offrant des services criminels [1]
- Dream Market (hors fonction)
- Evolution (hors fonction)
- The Farmer's Market (en) (hors fonction)
- Hansa (hors fonction)
- Sheep Marketplace (en) (hors fonction)
- Silk Road (hors fonction)
- TheRealDeal (en) (hors fonction)
- Utopia (hors fonction)

## Communications

### Messagerie
- Cryptocat[2] (hors fonction)
- TorChat
- Ricochet

### Logiciels
- Mailpile[3]

### Fournisseur d'accès à Internet
- Bitmessage
- Lelantos, fournisseur de messagerie électronique privé et sûr (hors fonction) [4],[5]
- ProtonMail[6]
- Tor Mail (en) (hors fonction)
- SIGAINT (en) (hors fonction)
- Riseup[7]

## Culture
- Deep Web Radio – service webradio and streaming de musique[8].

## Hébergeur web
- Free Haven – Système de stockage sécurisé et décentralisé, son focus est la disponibilité persistante des données. Les étudiants du MIT travaillent en collaboration avec la DARPA au développement de Tor[9],[10],[11].

- Freedom Hosting – Le plus grand hébergeur du portail Tor avant l'arrestation de l'opérateur en août 2013 [12],[13](hors fonction)

- KickassTorrents, un tracker BitTorrent[14] (hors fonction)

- The Pirate Bay, un tracker BitTorrent[15]

## Finances
- BitBlender, un service populaire de crypto-monnaie. En octobre 2014 il est victime de cybercriminel[16]

- Bitcoin Fog (en)

- Blockchain.info

- Fund the Islamic Struggle without leaving a trace – site web qui sollicite des dons en Bitcoin pour financer le terrorisme islamiste dès 2013[17]. Un faux site fut fermé par l‘Operation Onymous du FBI[18].

- Grams Helix (en)

## Systèmes d'exploitation
- Debian (numériques statiques au Web [19] et dépôt informatique)[20],[21]
- Qubes OS, système d'exploitation sécurisé.
- Tails (système d'exploitation)
- Whonix – distribution de sécurité à base de Debian[22],[23]

## Sommairesdeservices cachés,portails, etinformations
- All You're Wiki – un wiki comparable à The Hidden Wiki mais offrant plus d‘information[24]
- The Hidden Wiki
- Tor Links – liste .onion des liens datant du début de Tor[25],[26]

## Archives de documentation et d'actualités
- BuggedPlanet (en)
- DeepDotWeb
- Doxbin (en) (hors foncti
- on)
- Wikipédia (accessible par Telnet)[27]

## Sites de publication whistleblowing
- GlobaLeaks
- Indymedia
- The Intercept
- Filtrala, initiative espagnole opérée par l'« Associated Whistleblowing Press »
- Ljost, initiative islandaise opérée par l'« Associated Whistleblowing Press »
- NawaatLeaks, an Arabic whistleblowing initiative operated by Nawaat
- ProPublica
- Elephant Action League WildLeaks Projet, un site dédiée au whistleblowing de crimes d'environnement

## Organismes sans but lucratif
- Fondation Courage
- Freedom of the Press Foundation
- La Quadrature du Net[28],[29]
- Telecomix[30]

## Pornographie
- Cruel Onion Wiki – service wiki featuring Crush fetish  [31].
- Childs Play
- Lolita City (en) (hors fonction)
- Playpen (en)
- Pink Meth –un service offrant revenge porn, arrivé sur Tor de clearnet à cause de poursuiتانكte[32]. Le site, fermé durant l‘Operation Onymous[33] est revenu plus tard[34] (en octobre 2015)[35]).

## Moteurs de recherche
- Ahmia, recherche des services cachés

- Aleph Search Dark, moteur de recherche à accès payant et réservé[36],[37].
- BTDigg (en)[38]

- DuckDuckGo

- Grams (en)

- MetaGer (en)

- Onion Link, un moteur de recherche à base de Clearnet permettant par Tor2web implémentation l'accès immédiat à des sites par lien domaine « .onion »[39],[40].

- Sci-Hub, moteur de recherche surmontant des paywalls permettant l'accès libre (veut dire sans paiement) à des études et publications de des recherches scientifiques[41]

- The Pirate Bay[42]

- TORCH, une gamme de recherche des services cachés, qui scanne des listes d'adresses de la domaine « .onion » en gagnant un indexe[43]

- TorSearch, un service pour la recherche des services cachés, crée en Octobre 2013 à base d'un Hidden Wiki[44],[45]
- not Evil, un moteur de recherche qui existe depuis 2014 et dont le fondateur reste anonyme.

## Médias sociaux et forums
- 8chan – un imageboard

- Chinese dark web – un des rares forums en mandarin. Commençant au octobre 2014 le forum encourage des discussions libres (non censurées) et le commerce avec les Bitcoins similaire au « Russian Anonymous Marketplace »[46]. Le site a peu d'activités illégales, mais il a permis des discussions comment créer des engins explosifs improvisés[47].

- Darkode (en)

- Facebookcorewwwi.onion (en) – Facebook[48]

- HackBB (en) (hors fonction)

- Hell, un forum notoire pour hacking et escroquerie. En juillet 2015 après le « Adult FriendFinder » hack, Hell fut fermé durant deux semaines[49],[50], en mai 2017 et revenu début 2016[51].

- The Hub - un forum

- TorBook – un réseau social[52]

- Tor Carding Forum (en) (hors fonction)

- Russian Anonymous Marketplace (en) (hors fonction)